# 海岛棉
海岛棉（学名：Gossypium barbadense）为锦葵科棉属下的一个种；又稱光籽棉、離核木棉，為對霜凍敏感的熱帶多年生植物。海島棉原產於厄瓜多及祕魯海岸，现今世界各地都有种植，包括中国（又稱長絨棉，有時海島棉與陸地棉的雜交品種也被算入長絨棉，中國新疆多有種植）、埃及、苏丹、印度、澳大利亚、秘鲁、以色列、美国西南部（美國境內又稱皮馬棉，Pima）、塔吉克斯坦、土库曼斯坦和乌兹别克斯坦。海岛棉占世界棉花产量的5%左右。臺灣南部於1910年代引進試驗性栽植。

## 扩展阅读
- 維基物種上的相關：海岛棉